# Riseley
Riseley è una cittadina e un comune situato nel nord della contea del Bedfordshire, in Inghilterra. Il paese in passato era conosciuto anche come Rislau, Riseleg, Riselai and Risely, ad ogni modo tutti questi appellativi sono da considerarsi in disuso. Con una popolazione di 1 284 abitanti Riseley si trova vicino alle cittadine di Bletsoe, Sharnbrook, Swineshead, Pertenhall, Keysoe, Thurleigh and Melchbourne. La più vicina città è Rushden nella confinante contea di Northamptonshire, approssimativamente 13 km di distanza in direzione nord-ovest, mentre il capoluogo della contea, Bedford, è a circa 14 km. Il paese ha un solo corso d'acqua chiamato 'Brook', affluente del fiume Ouse, attorno al quale in epoca medievale sorsero le prime abitazioni.

## Storia
Le prime tracce scritte dell'esistenza di Riseley si trovano nel Domesday Book del 1086, dove l'abitato compare sotto il nome di Riselai, ed indicato come appartenente alla Centena di Stodden. Il Domesday Book descrive l'esistenza di un villaggio formato da venticinque nuclei famigliari, il quale era considerato grande per un insediamento dell'epoca. Il censimento riporta inoltre che nel 1066 gran parte di Riseley era sotto la sovranità dello Sceriffo Godric, un uomo che si presume morì nella Battaglia di Hastings.